# Emperatriz (telenovelă din 1990)
Emperatriz este o telenovelă venezuelană realizată în anul 1990, având-o pe Marina Baura în rolul principal.

## Distribuție
- Marina Baura (Emperatriz Jurado)
- Raul Amundaray (Alejandro Magno Corona)
- Astrid Carolina Herrera (Endrina Lander - Eugenia Sandoval)
- Eduardo Serrano (Leonidas León)
- Nohely Arteaga (Esther Lander)
- Aroldo Betancourt (Dr. Ricardo Montero)
- Astrid Gruber (Elena Lander - Helen)
- Elba Escobar (Estela "La Gata" Barroso)
- Martin Lantigua (Justo Corona)
- Gladys Caceres (Bertha Guaiquepuro)
- Nury Flores (Perfecta Jurado)
- Arturo Peniche (David León)
- Pedro Lander (Mauricio Gómez)
- Betty Ruth (Mamama)
- Lino Ferrer (Cándido)
- Fernando Flores (Manuel)
- Alma Ingianni (Margot)
- Eric Noriega (Urbano Guevara)
- Luis Rivas (Napoleón)
- Yajaira Paredes (Juana Velásquez)
- Veronica Doza (Lola)
- William Moreno (Benito Palermo)
- Juan Carlos Gardie (Jaime Peraza)
- Alberto de Mozos (Mauro)
- Veronica Ortiz
- Carolina Groppusso
- Julio Pereira (Gonzalo Ustáriz)
- Xiomara Blanco
- Manuel Salazar
- Lula Bertucci
- Vicky Franco
- Elizabeth Lopez
- Graciela Alterio
- Julie Restifo
- Idanis de la Cantera